# Przytuły (Dźwierzuty)
Przytuły (deutsch Przytullen, 1938 bis 1945 Steinhöhe) ist ein Ort in der polnischen Woiwodschaft Ermland-Masuren und gehört zur Gmina Dźwierzuty (Mensguth) im Powiat Szczycieński (Kreis Ortelsburg).

## Geographische Lage
Przytuły liegt in der südlichen Mitte der Woiwodschaft Ermland-Masuren, 22 Kilometer nördlich der Kreisstadt Szczytno (deutsch Ortelsburg).

## Geschichte

### Ortsgeschichte
Der nach 1785 Przitullen genannte Gutsort wurde am 16. Juli 1874 ein Amtsdorf und damit namensgebend für einen Amtsbezirk, der – 1938 in „Amtsbezirk Steinhöhe“ umbenannt – bis 1945 bestand und zum Kreis Ortelsburg im Regierungsbezirk Königsberg (ab 1905: Regierungsbezirk Allenstein) in der preußischen Provinz Ostpreußen gehörte. Im Jahre 1910 zählte Przytullen 71 Einwohner.
Aufgrund der Bestimmungen des Versailler Vertrags stimmte die Bevölkerung im Abstimmungsgebiet Allenstein, zu dem Przytullen gehörte, am 11. Juli 1920 über die weitere staatliche Zugehörigkeit zu Ostpreußen (und damit zu Deutschland) oder den Anschluss an Polen ab. In Przytullen stimmten 65 Einwohner für den Verbleib bei Ostpreußen, auf Polen entfielen keine Stimmen.
Przytullen verlor am 30. September 1928 seine Eigenständigkeit, als es zusammen mit Gronden (polnisch Grądy) in die Landgemeinde Rogallen (1938 bis 1945: Rogenau, polnisch Rogale) eingegliedert wurde. Aus politisch-ideologischen Gründen der Abkehr von fremdländisch klingenden Ortsnamen wurde Przytullen am 3. Juni – amtlich bestätigt am 16. Juli – 1938 in „Steinhöhe“ umbenannt.
In Kriegsfolge kam der Ort 1945 mit dem gesamten südlichen Ostpreußen zu Polen und erhielt die polnische Namensform „Przytuły“. Heute ist er eine Ortschaft innerhalb der Landgemeinde Dźwierzuty (Mensguth) im Powiat Szczycieński (Kreis Ortelsburg), bis 1998 der Woiwodschaft Olsztyn, seither der Woiwodschaft Ermland-Masuren zugehörig.

### Amtsbezirk Przytullen/Steinhöhe (1874–1945)
Zum Amtsbezirk Przytullen gehörten bei seiner Errichtung im Jahre 1874 elf Dörfer. Am Ende waren es noch sechs:
| Deutscher Name                     | Geänderter Name 1938 bis 1945 | Polnischer Name | Bemerkungen                                            |
| ---------------------------------- | ----------------------------- | --------------- | ------------------------------------------------------ |
| Babanten                           |                               | Babięty         |                                                        |
| Grodzisken                         | (ab 1908:) Burggarten         | Grodziska       | 1928 nach Ruttkowen eingegliedert                      |
| Gronden                            |                               | Grądy           | 1928 nach Rogallen eingegliedert                       |
| Moythienen (Dorf)                  | Moithienen                    | Mojtyny         |                                                        |
| Moythienen (Gut)                   |                               |                 | 1928 in die Landgemeinde Moythienen eingegliedert      |
| Pfaffendorf (Dorf)                 |                               | Popowa Wola     |                                                        |
| Pfaffendorf (Gut)                  |                               |                 | 1928 in die Landgemeinde Pfaffendorf eingegliedert     |
| Przytullen                         | Steinhöhe                     | Przytuły        | 1928 nach Rogallen eingegliedert                       |
| Rogallen                           | Rogenau                       | Rogale          |                                                        |
| Ruttkowen                          | Ruttkau                       | Rutkowo         |                                                        |
| Theerwischwolka (Dorf)             | (ab 1928:) Waldrode           | Targowska Wólka |                                                        |
| ab ca. 1880: Theerwischwolka (Gut) |                               |                 | 1928 in die Landgemeinde Theerwischwolka eingegliedert |

Aufgrund von Strukturveränderungen gehörten 1945 noch zum inzwischen umbenannten Amtsbezirk Steinhöhe: Babanten, Moithienen, Pfaffendorf, Rogenau, Ruttkau und Waldrode.

## Kirche
Przytullen resp. Steinhöhe war bis 1945 in die evangelische Kirche Rheinswein in der Kirchenprovinz Ostpreußen der Kirche der Altpreußischen Union sowie in die katholische Kirche Mensguth im Bistum Ermland eingepfarrt. Heute gehört Przytuły katholischerseits zu Dźwierzuty (Mensguth) bzw. Rybno (Ribben) im Erzbistum Ermland, außerdem zur evangelischen Kirche Rańsk, einer Filialkirche der Pfarrei Szczytno (Ortelsburg) in der Diözese Masuren der Evangelisch-Augsburgischen Kirche in Polen.

## Verkehr
Przytuły ist über eine Nebenstraße zu erreichen, die die Woiwodschaftsstraße 600 bei Kałęczyn (Kallenczin, 1938 bis 1945 Kallenau) mit Borki Wielkie (Groß Borken) an der polnischen Landesstraße 16 (einstige deutsche Reichsstraße 127) verbindet. Außerdem führt vom Nachbarort Grądy (Gronden) ein direkter Verbindungsweg nach Przytuły. Eine Bahnanbindung besteht nicht.